# Anatolij Kos-Anatolski
Anatolij Josypowycz Kos-Anatolski (ukr. Анато́лій Йосипович Кос-Анатольський, ur. 1 grudnia 1909 w Kołomyi, zm. 30 listopada 1983 we Lwowie) – ukraiński kompozytor, Ludowy Artysta Ukraińskiej SRR (1969), laureat Narodowej Nagrody im. Tarasa Szewczenki.

## Życiorys
Był synem lekarza. Podczas nauki w gimnazjum w Stanisławowie założył chór i napisał swoje pierwsze pieśni. W 1931 ukończył studia na Wydziale Prawa Uniwersytetu Jana Kazimierza, a w 1934 - Konserwatorium lwowskie. W latach 1934–1937 był wykładowcą oddziału Wyższego Instytutu Muzycznego im. Mykoły Łysenki w Stryju. Od 1938 do 1939 pracował jako adwokat w Załoźcach. W latach trzydziestych XX wieku był członkiem popularnego lwowskiego zespołu jazzowego Leonida Jabłońskiego. Od 1939 był koncertmistrzem lwowskiego Domu Pionierów, od 1941 tworzył oprawę muzyczną spektakli w Lwowskiem Teatrze Dramatyczno-Muzycznym. Po II wojnie światowej został koncertmistrzem Lwowskiego Teatru Dramatycznego. W 1951 stanął na czele lwowskiego oddziału Związku Radzieckich Kompozytorów Ukrainy i opublikował w Kijowie pracę muzykologiczną o Stanisławie Ludkewyczu. Od 1952 wykładał w Konserwatorium Lwowskim im. Łysenki, w 1973 otrzymał tytuł profesora. Sprawował mandat deputowanego do Rady Najwyższej ZSRR VIII i IX kadencji. Jest pochowany na Cmentarzu Łyczakowskim we Lwowie.

## Twórczość

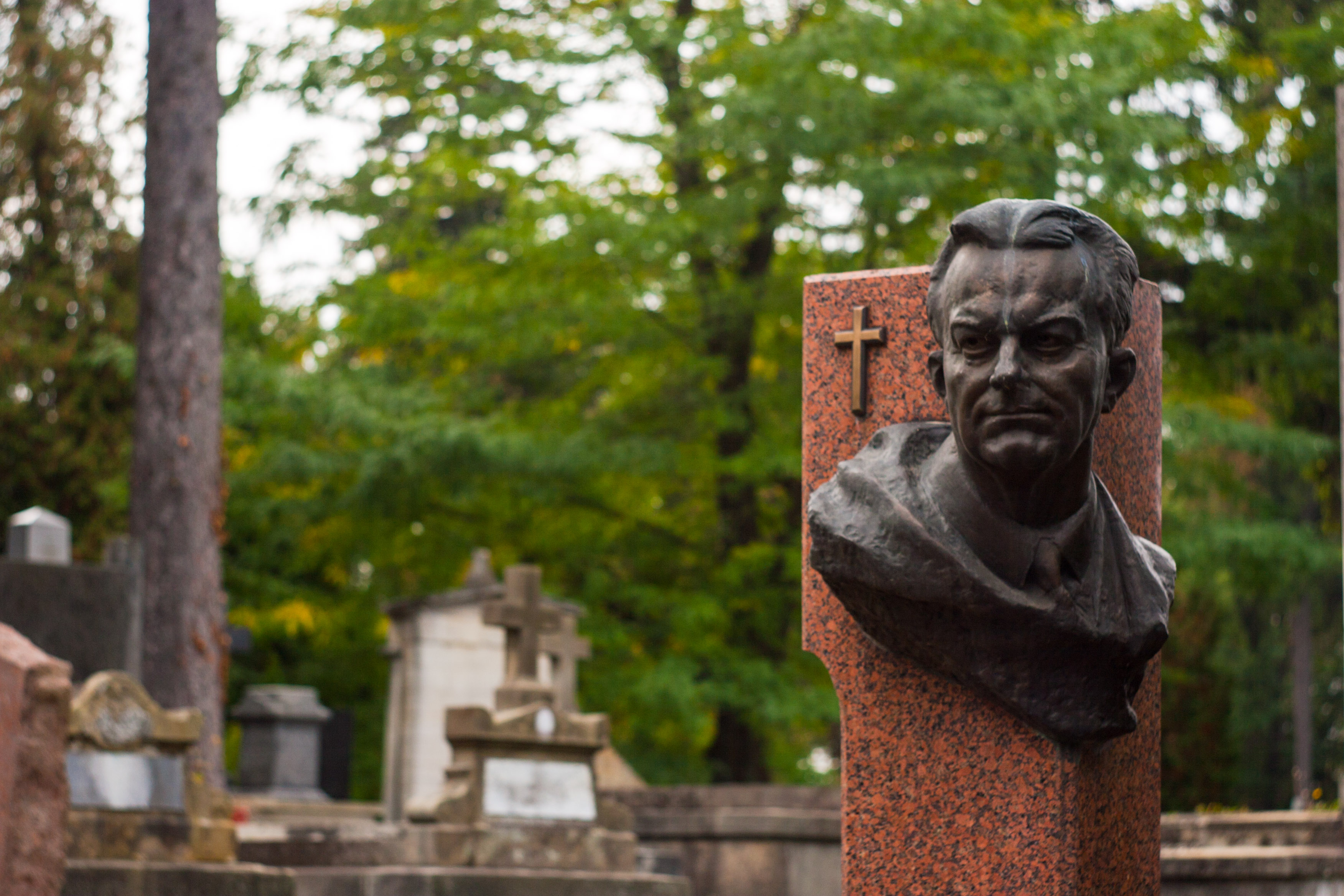
Grób Anatolija Kosa-Anatolskiego na Cmentarzu Łyczakowskim we Lwowie

Był autorem m.in. opery Nazustricz soncju (Na spotkanie Słońca) z 1957, której nowa wersja z 1959 nosiła tytuł Zahrawa (Blask), baletów Chustka Dowbusza z 1950, Sojczyne kryło z 1956 i Orysia z 1967, operetki Wesniani hrozy (Wiosenne burze) z 1960, kantat Dawno te mynuło z 1961 i Bezsmertnyj zapowit (Nieśmiertelny testament) z 1963, oratorium Wid Niahary do Dnipra z 1969, poematu Lwiwśka lehenda z 1961, dwóch koncertów na fortepian z 1955 i 1962, koncertu na harfę z 1954, rapsodii Na werchowyni (Na szczycie) z 1982, Zakarpackiej rapsodii na skrzypce z 1952, pieśni m.in. do słów Iwana Franka, Łesi Ukrainki i Mykoły Ustyjanowycza. W twórczości często wykorzystywał elementy kultury łemkowskiej i huculskiej.

## Nagrody
Był laureatem Nagrody Stalinowskiej w 1951 i Nagrody Państwowej USRR im. Tarasa Szewczenki (1980) za zbiór utworów wokalnych oraz kawalerem Orderu Lenina, Czerwonego Sztandaru Pracy i Przyjaźni Narodów.